# Карчмит, Михаил Александрович
Михаил Александрович Карчмит (белор. Міхаіл Аляксандравіч Карчміт; 1 февраля 1949 — 22 мая 2004) — член Совета Республики Национального собрания Республики Беларусь с 1996 по 2000 годы. С 2000 по 2004 годы член Комиссии по региональной политике. Председатель агрокомбината «Снов» (Несвижский район). Герой Беларуси (2001).

## Биография
Родился 1 февраля 1949 года в деревне Радевцы Молодечненского района Минской области.
Окончил инженером-механиком Белорусский институт механизации сельского хозяйства в 1975 году. В период с 1968 по 1970 годы служил в армии.
С 1967 по 1968 годы работал слесарем на Минском станкостроительном заводе, с 1975 по 1980 — инженером, а затем главным инженером колхоза «Ленинский путь», с 1980 по 1988 — председателем колхоза «Рассвет» Несвижского района. С 1988 — председатель агрокомбината «Снов».
Член Совета Республики Национального собрания Республики Беларусь с 1996 по 2000 годы. С 2000 года член Комиссии по региональной политике. Умер 22 мая 2004 года (на 56-м году жизни).

## Награды
- Медаль «За доблестный труд (За воинскую доблесть). В ознаменование 100-летия со дня рождения Владимира Ильича Ленина».
- Орден «Знак Почёта» (1984).
- Почётное звание «Заслуженный работник сельского хозяйства Республики Беларусь» (1994).
- Государственная премия Республики Беларусь в области естественных наук (1998).
- Почётная грамота Национального собрания Республики Беларусь (1999)[1].
- Звание «Герой Беларуси» (2001).
- Звание «Почётный гражданин города Несвижа» (2002).